# 아유 우타미

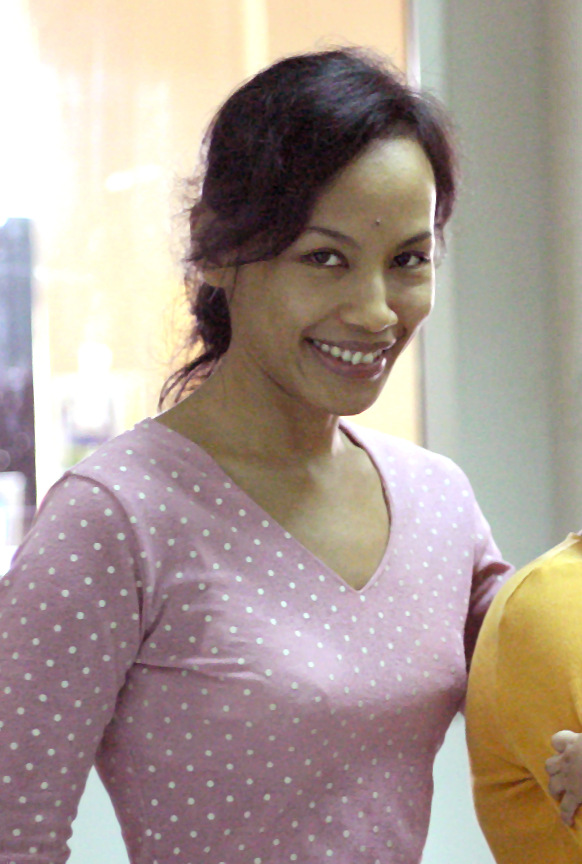
아유 우타미의 2005년 사진

아유 우타미(Ayu Utami, 1968년 11월 21일, 보고르 ~ )는 인도네시아의 작가, 소설가이다. 주로 장편과 단편을 포괄하는 소설을 쓴다. 대표작으로는 1998년작인 《사만(Saman)》이 있는데, 이는 2001년 네덜란드어로 가장 먼저 번역된 이래 2005년 영어로 번역되었고, 이 외에도 독일어, 프랑스어, 러시아어, 일본어, 체코어 등으로도 번역되었으며 2009년 한국어(전태현 역, 청년사)로 번역되었다.

## 작가 배경
아유 우타미는 수하르토 퇴진 이후의 신세대 인도네시아 예술가들 가운데 돋보이는 인물이다. 우타미는 자와의 보고르에서 태어나 인도네시아의 수도 자카르타에서 성장하였다. 고등학교를 졸업한 후 인도네시아 대학교에 진학하여 러시아어학과 러시아 문학을 공부하였다. 우타미는 대학교 재학 중에 여러 신문에 르포와 에세이를 투고함으로써 작가 경력을 시작하였다. 또 잠깐 모델로도 활동하여 1990년 미인 대회 '와자 페미나(Wajah Femina)'의 최종심까지 진출하였으나, 화장하는 것을 싫어하여 모델 경력을 이어나가지는 않았다.
우타미는 계속해서 다양한 신문사(Humor, Matra, Forum Keadilan, D&R 등)에 글을 싣는 저널리스트로서의 경력을 쌓아 나갔다. 그러나 1994년 수하르토 정권이 세 개의 잡지(Tempo, Editor, Detik)를 판금한 후에는 신세대 언론인들과 함께 독립 저널리스트 연맹(인도네시아어: Aliansi Jurnalis Independen)을 결성하여 이 조치에 대한 저항 의지를 표하였다. 그 후 우타미는 자카르타 동부 외곽의 작은 지하 극장 '우탄 카유(Utan Kayu)'을 비밀 근거지로 삼고, 구나완 모하맛(Goenawan Mohamad)을 비롯한 민주화 운동가들과 연대하여 우탄 카유 공동체를 결성하여 지하에서 저널리스트 활동을 계속하였다. 수하르토 정권의 부패상을 고발하는 흑서를 익명으로 출판하는 등 민주화 운동에도 적극적으로 가담하였다.
1998년 수하르토 퇴진 몇 주 전에 발표한 우타미의 첫 소설 《사만》은 인도네시아의 문화적, 정치적 구조를 변화시키는 데 일조하였다. 이 소설은 같은 해 자카르타 예술위원회 소설 공모전에서 1등상을 받아 센세이션을 일으켰고 인도네시아 예술가들과 지식인들 사이에서 논쟁거리가 되었다. 전통적인 문체와 가치관을 타파하고 여성의 성적 자유, 종족 간의 차별, 종교를 둘러싼 인간적 갈등을 정면으로 다루었기 때문이다. 덕분에 이는 많은 평자들에게 호의적인 평가를 받았고, 인도네시아 문학의 새로운 이정표가 되었다.
《사만》은 인도네시아의 사회 변화에 지대한 영향을 끼친 작품으로 인정되어 클라우스 공 재단에서 수여하는 클라우스 공 상을 받기도 하였다. 대중적으로도 이 작품은 상당한 인기를 끌어 인도네시아 출판 사상 최고의 베스트셀러가 되었으며, 2001년 우타미는 후속작인 《라룽(Larung)》을 발표하였다.
이후에도 우타미는 활발한 창작 활동을 계속하여 2008년작 장편 소설 《빌랑안 푸(Bilangan Fu)》로 적도 문학상을 수상하였으며, 언론의 자유와 표현의 자유를 위해 창간한 문예지인 《칼람(Kalam)》의 공동 대표를 맡고 있기도 하다.

## 작품 목록
- 《사만(Saman)》, 1998
- 《라룽(Larung)》, 2001
- Si Parasit Lajang, 2003
- 《빌랑안 푸(Bilangan Fu)》, 2008
- Manjali Dan Cakrabirawa, 2010

## 수상
- 1998년 자카르타 예술위원회 소설 공모전 1등상 - 《사만》
- 2000년 클라우스 공 상 - 《사만》
- 2008년 적도 문학상 - 《빌랑안 푸》